# Öñge (etnia)
Los öñge (también llamados onge, önge y ongee) pertenecen a la etnia de los andamaneses, la población autóctona de las islas Andamán, situadas en el sudeste asiático, en la Bahía de Bengala, y actualmente administradas por la India. Se dedican tradicionalmente a la caza y recolección, y a la pesca, pero también practican el cultivo de plantas. Están designados como una tribu registrada de la India.
La tradición oral öñge recuerda historias que hablan de cómo tiembla la tierra y se levanta una gran pared de agua, que destruye la tierra. Gracias a esta tradición, los öñge sobrevivieron al maremoto provocado por el terremoto del Océano Índico de 2004, pues se refugiaron en las tierras altas de sus islas.

## Demografía
La población öñge se redujo sustancialmente después de la colonización. Si en 1901 había 672 öñges, en 1911 eran 631; en 1921, 346; en 1931, 250; en 1951, 150; en 19711y 1y 2; en 1991, 101. Una de las principales causas de la disminución de la población öñge son los cambios en sus hábitos alimentarios, provocados por su contacto con el mundo exterior. No obstante, parecía que con el cambio de siglo, el declive demográfico se había detenido, pues en 2011 seguía habiendo 101 habitantes y en 2017 había 117.
La religión y el sistema de creencias nativos andamaneses son una forma de animismo. El culto a los ancestros es un elemento importante en las tradiciones religiosas de las islas Andamán. Los andamaneses probablemente no tenían gobierno ni líder de clan, sino que tomaban decisiones por consenso de grupo.
Los öñge hablan el idioma homónimo. Es una de las dos lenguas ongan conocidas, pertenecientes a las lenguas andamanesas del sur. Dados los problemas demográficos de este pueblo, su lengua se halla en peligro de extinción.